# Allen Breed
Allen Kent Breed (* 27. Juli 1927 in Chicago; † 13. Dezember 1999 in Orlando (Florida)) war ein US-amerikanischer Ingenieur und Unternehmer und war Ende der 1960er Jahre ein Pionier des Airbag.
Breed erhielt seinen Bachelor-Abschluss in Maschinenbau von der Northwestern University und arbeitete Ende der 1940er Jahre für RCA. Er wurde dort Manager und leitete ein Joint Venture mit der Gruen Watch Company. 1957 gründete er seine erste eigene Firma Waltham Engineering und 1961 die Breed Corporation (später Breed Technologies), die hauptsächlich im Bereich Sicherheit und Armierung für das Militär arbeitete. Die dort gewonnene Expertise in kontrollierten Explosionen und Sensortechnik wandte er in den 1960er Jahren in der Airbag Entwicklung an. Ideen dazu wurden schon Anfang der 1950er Jahre patentiert (Walter Linderer in Deutschland, John W. Hetrick in den USA), waren aber nicht praktikabel, da sie mit komprimierter Luft arbeiteten und zu langsam waren. Breed stellte sein erstes Airbag System 1968 vor. Er entwickelte die Airbag Systeme ständig weiter und produzierte auch andere Sicherheitsmechanismen für Autos. Seine Firma mit Sitz in Lakeland, Florida, war 1999 drittgrößter Hersteller von Auto-Sicherheitssystemen weltweit (nach TRW und Autoliv). Im Dezember 1999 musste sie Insolvenz anmelden, da sie sich mit der Übernahme der Sicherheitssparte von Allied Signals für 710 Millionen Dollar übernommen hatten. Breed starb an einem Herzinfarkt.
1999 wurde er in die National Inventors Hall of Fame aufgenommen und 1999 in die Automotive Hall of Fame.